# Amber Jacobs
Amber Dawn Jacobs (Elkhart, 29 giugno 1982) è un'ex cestista e allenatrice di pallacanestro statunitense, professionista nella WNBA.

## Carriera

### Cestista
Dopo aver frequentato Abington Heights High School di Clarks Summit in Pennsylvania, che nel febbraio 2006 ha ritirato quella che era stata la sua maglia numero 23, Jacobs frequenta il Boston College e si laurea nel 2004.
In seguito alla sua esperienza al college, è stata selezionata come 33ª scelta nel Draft WNBA del 2004 dalle Minnesota Lynx, con le quali gioca per 4 stagioni fino al 2007. Impiegata principalmente come riserva nelle sue due prime stagioni, Jacobs ha una media di 3,4 punti e 1,8 assist a partita. Divenuta playmaker titolare dal 2006 ha una media di 8,2 punti e 3,4 assist a partita. Con l'ingaggio di Lindsey Harding e Noelle Quinn, Jacobs nel 2007 ritorna al ruolo di riserva, collezionando in 29 partire una media di 3,2 punti e 1,4 assist in 11,3 minuti a partita.
Nella prima parte della stagione 2006-07 gioca nella LegA Basket Femminile con la Pallacanestro Ribera, dove in 11 partite ha una media di 13,4 punti.
Il 17 marzo 2008 viene ingaggiata dalle Washington Mystics e il 19 luglio successivo dalle Los Angeles Sparks.

### Allenatore
Dal 2004 al 2006 fa la prima esperienza come assistente allenatore all'Università di Toledo.
Nella stagione 2009-10 è assistente allenatore all'Università di Rhode Island, dove ricopre anche il ruolo di Assistant Athletic Director.
Dal 2010 è l'allenatore della squadra femminile di pallacanestro del Baptist Bible College a Clarks Summit in Pennsylvania.